# Callizona fulvescens
Callizona fulvescens är en fjärilsart som beskrevs av Butler 1873. Callizona fulvescens ingår i släktet Callizona och familjen praktfjärilar. Inga underarter finns listade i Catalogue of Life.